# Nabaluia angustifolia
Nabaluia angustifolia är en orkidéart som beskrevs av De Vogel. Nabaluia angustifolia ingår i släktet Nabaluia och familjen orkidéer. Inga underarter finns listade i Catalogue of Life.